# Virginia Gardens
Virginia Gardens est une ville américaine située dans le comté de Miami-Dade en Floride.

## Démographie
| 1950 | 1960  | 1970  | 1980  | 1990  | 2000  |
| ---- | ----- | ----- | ----- | ----- | ----- |
| 235  | 2 159 | 2 524 | 2 098 | 2 212 | 2 348 |

| 2010  | - | - | - | - | - |
| ----- | - | - | - | - | - |
| 2 375 | - | - | - | - | - |

Selon le recensement de 2010, Virginia Gardens compte 2 375 habitants. La municipalité s'étend sur 0,29 milles carrés (0,75 km2).